# Patricia hewitsonii
Patricia hewitsonii is een vlinder uit de onderfamilie Danainae van de familie Nymphalidae. De wetenschappelijke naam van de soort is, als Athesis hewitsonii, voor het eerst geldig gepubliceerd in 1885 door Anton Srnka.